# Кайнар (Курчумский район)
Кайнар (каз. Қайнар, до 1992 г. — Сергеевка) — аул в Куршимском районе Восточно-Казахстанской области Казахстана. Входит в состав Куйганского сельского округа. Код КАТО — 635255200.

## Население
В 1999 году население аула составляло 341 человек (165 мужчин и 176 женщин). По данным переписи 2009 года, в ауле проживало 195 человек (105 мужчин и 90 женщин).